# Макаров, Юрий Владимирович (востоковед)
Юрий Владимирович Макаров (3 января 1886 — 22 ноября 1949) — офицер Русской императорской армии, штабс-капитан, исследователь-востоковед, участник Первой мировой войны и Гражданской войны.

## Биография
Сын статского советника, уроженец Ярославской губернии, из потомственных дворян. Внучатый племянник Я. И. Ростовцева.
Начальное военное образование получил в Ярославском кадетском корпусе, затем — в Павловском военном училище. После учёбы в училище в 1905 году поступил на службу в лейб-гвардейский Семёновский полк. С 1907 по 1910 годы прошёл обучение на офицерских курсах восточных языков при Азиатском департаменте Министерства иностранных дел. Получил востоковедческое образование, изучая турецкий, персидский и арабский языки. В 1909 году был откомадирован в Мешхед и Бруссу для повышения своей языковой и страноведческой квалификации. После этого в 1910 году совершил поездку в Багдад.
В 1910 году стал младшим офицером Семёновского полка, командовал ротой, а в 1911 году уволился в запас. На гражданской службе дорос до чина надворного советника, но с началом Первой мировой вновь призван в Семёновский полк поручиком. В 1915 году награждён орденом св. Владимира  IV степени с мечами и бантом.
Был участником Первой мировой войны и Белого движения, в частности, восстания в Ярославле 1918 года.
После эмиграции жил в Болгарии, Франции, с 1929 года — в Аргентине, работал переводчиком на Главпочтампе Буэнос-Айреса. 
Последние полтора года жизни был полностью парализован. 

## Публикации и научные труды
- «Моя служба в Старой Гвардии. 1905–1917» Буэнос-Айрес, Доррего, 1951.
- Доклад Лейб-Гвардейского Семёновского полка поручика Макарова о командировке в Турцию, 1910 г., РГВИА, ф. 400, оп. 1, д. 3887, л. 81-120
- Впечатления о турецкой армии, РГВИА, ф. 400, оп. 1, д. 3887, л. 123—137
- Подробное топографическое описание дороги от Багдада до Аданы, РГВИА, ф. 400, оп. 1, д. 3887, л. 138—160

## Материалы и источники
- Полный послужный список подпоручика Лейб-Гвардейского Семёновского полка Ю. В. Макарова по состоянию на 26 января 1906 г., РГВИА, ф. 409, оп. 1, д. 7799Э
- Список генералам, штаб- и обер-офицерам и классным чиновникам Лейб-Гвардейского Семёновского полка, РГВИА, ф. 2584, оп. 1, д. 2971,
- Аттестация за 1908 г. РГВИА, ф. 400, оп. 1, д. 3719,
- Сведения о пунктах командирования офицеров — слушателей курса восточных языков, 1909 г., АВПРИ, ф. 153, оп. 668, д. 205 (1883—1911), л. 104